# Красний Яр (Калтасинський район)
Кра́сний Яр (рос. Красный Яр, башк. Ҡыҙылъяр) — присілок у складі Калтасинського району Башкортостану, Росія. Входить до складу Амзібашівської сільської ради.
Населення — 76 осіб (2010; 98 у 2002).
Національний склад:
- марійці — 99 %